# شاردون (اوهایو)
شاردون(به انگلیسی: Chardon) شهری در ایالت اوهایو کشور ایالات متحده آمریکا است که جمعیت آن در سرشماری سال ۲۰۱۰ میلادی، ۵٬۱۴۸ نفر بوده‌است.